# Viggo Jensen (football, 1921)
Pour les articles homonymes, voir Viggo Jensen.
Hans Viggo Jensen, né le 29 mars 1921 à Skagen au Danemark et mort le 30 novembre 2005 à Esbjerg au Danemark, était un ancien footballeur international danois, devenu entraîneur à l'issue de sa carrière, qui évoluait au poste de défenseur.

## Biographie

### Carrière internationale
Viggo Jensen compte 15 sélections et 1 but avec l'équipe du Danemark entre 1945 et 1948. 
Il est convoqué pour la première fois par le sélectionneur national Sophus Nielsen pour un match amical contre la Suède le 24 juin 1945 (défaite 2-1). Par la suite, le 9 septembre 1945, il inscrit son seul but en sélection contre la Norvège, lors d'un match amical (victoire 5-1). Il reçoit sa dernière sélection le 10 octobre 1948 contre la Suède (défaite 1-0).

## Palmarès

### En club
- Avec l'Hull City
  - Champion d'Angleterre de D3-Nord en 1949

### En sélection nationale
- Jeux olympiques :
  -  Bronze en 1948